# Editorial De Vecchi
Editorial de Vecchi S.A. és el nom de la filial espanyola de l'empresa italiana Giovanni de Vecchi Editore S.PA fundada a Milà l'1 de gener de 1962.
L'empresa De Vecchi va ser adquirida l'any 2005 pel grup editorial francès Albin Michel.
De Vecchi va néixer com una societat dividida en dos sectors: la S.a.S. De Vecchi i la societat de difusió editorial aquesta darrera s'ocupava, al principi, de la venda dels llibres per correspondència. L'editor tenia formació jurídica i centrà la seva activitat en la producció de manuals diversos entre els que tingué més èxit i havia el manual jurídic "l'avvocato nel cassetto".
Les matèries que habitualment tracta l'editorial figuren les d'Agricultura. Silvicultura, Ramaderia, Arquitectura, Urbanisme, Dibuix, Disseny,
Medicina, Farmàcia, Veterinària, Biologia, Botànica, Geologia, Zoologia, Llibres d'autoajuda, Esoterisme, Cuina, Decoració, Jardineria, Treballs manuals, Nutrició, Jocs Passatemps i Esports.
L'empresa italiana De Vecchi va establir filials a Espanya, França i Mèxic.
La filial espanyola, amb seu a Barcelona, ha publicat llibres en castellà i en català.